# ایوان (آرکانزاس)
ایوان (به انگلیسی: Ivan) یک منطقهٔ مسکونی در ایالات متحده آمریکا است که در شهرستان دالاس، آرکانزاس واقع شده‌است. ایوان ۶۴٫۰۱ متر بالاتر از سطح دریا واقع شده‌است.